# El gran viaje del Capitán Neptuno
El gran viaje del Capitán Neptuno es un cortometraje peruano del año 1990 dirigido por Aldo Salvini. Es considerado uno de los mejores cortometrajes del cine peruano.

## Sinopsis
Dos locos quieren vengar al histórico barco peruano Monitor Huáscar comandado por el Capitán Grau: un héroe y símbolo de la guerra del siglo XIX perdida ante Chile.

## Reparto
- Aristóteles Picho como Capitán Neptuno
- Martin Moscoso como tripulante

## Premios
- Premio Especial del Jurado en el IV Festival Internacional de Clermont-Ferrand (Francia)
- Festival Internacional de Tampere (Finlandia)
- Festival de Prisoner (Berlín, Alemania)